# Huang Wanli

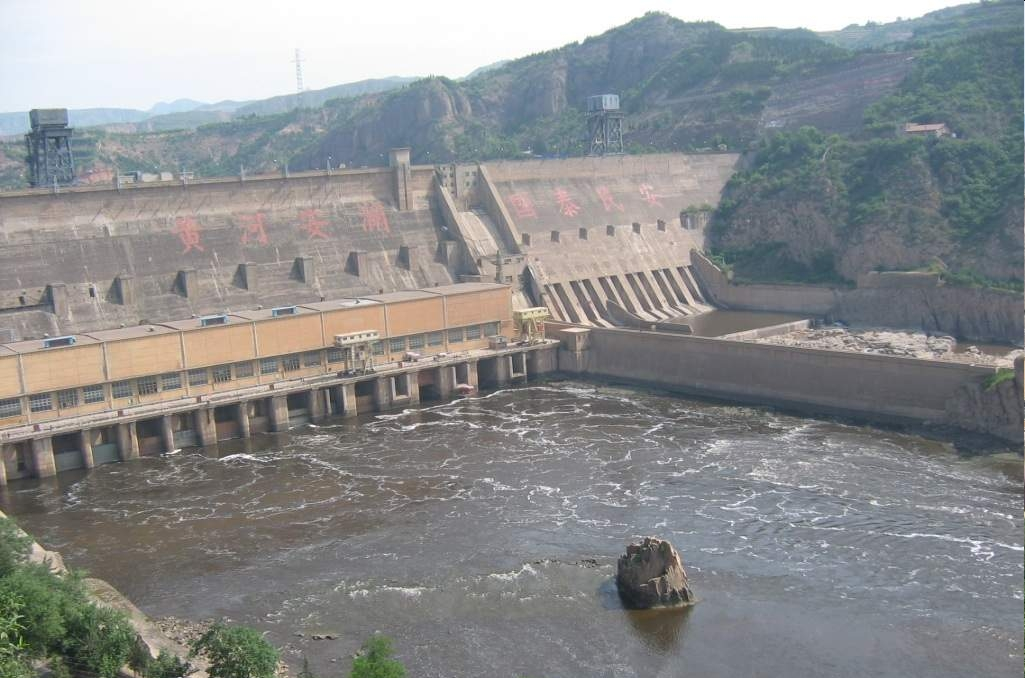
Die von Huang Wanli kritisierte Sanmenxia-Talsperre im Jahr 2007

Huang Wanli (黄万里; * 20. August 1911 in Shanghai; † 27. August 2001) war ein chinesischer Ingenieur und Hydrologe. Er fiel in Ungnade, als er sich zu Beginn des Großen Sprungs nach vorn gegen die mit viel Aufwand und anfangs mit Unterstützung von sowjetischen Beratern durchgeführten Wasserbaumaßnahmen wie großräumige Flussumleitungen und Stauanlagenbauten wandte. Er kritisierte vor allem die Pläne für die Sanmenxia-Talsperre am Gelben Fluss (Huang He) im Osten der Provinz Henan in China, die nach dem Speicherraum die größte Talsperre in Ost- und Südostasien ist und die zuerst gebaute Talsperre am Gelben Fluss war. Er prognostizierte richtig, dass der Gelbe Fluss den Stauraum sehr schnell mit Sediment füllen würde. Mao Zedong selbst griff in einem im Juni 1957 erschienen Leitartikel der Renmin Ribao Huang Wanli persönlich an und beschuldigte ihn der Parteischädigung, der Förderung einer bourgeoisen Demokratie und der Bewunderung fremder Kulturen.

## Leben
Huang Wanli wurde 1911 in Shanghai geboren. Sein Vater, Huang Yanpei, war ein bekannter Revolutionär, dessen hohe Stellung und internationales Ansehen Hung Wanli später einigen Schutz vor den Angriffen auf Grund seiner von der Parteimeinung abweichenden Ansichten boten. Huang Wanli wurde in China als Ingenieur ausgebildet und war Zeuge der großen Überflutung durch den Han Jian im Jahre 1931 und eines Dammbruchs am Gelben Fluss im Jahre 1933. Er ging in die USA, um dort zunächst Meteorologie zu studieren. Nachdem er Mitarbeiter bei dem Bau des Norris-Damm in Tennessee gewesen war, promovierte er an der University of Illinois. Nach Abschluss seiner Promotion besuchte er in den Vereinigten Staaten eine große Anzahl von Stauanlagen und kehrte 1937 nach China zurück, um dort im Wasserbau zu arbeiten.
Nach der Ausrufung der Volksrepublik China im Jahr 1949 war er unter anderem als Berater einer Wasserbaubehörde tätig und ab 1953 war er Professor an der Tsinghua-Universität. Seine Position erlaubte ihm, intensive Feldforschung zu betreiben. Er untersuchte mehr als 3.000 Kilometer Flusslauf und beschäftigte sich vor allem mit dem Problem der Sedimentation bei Stauanlagenbauten. Die Pläne für die Errichtung der Sanmenxia-Talsperre fand er besorgniserregend. Er sandte der dafür zuständigen Planungsbehörde ein Positionspapier zu, in dem er seine Bedenken gegen das von sowjetischen Experten geplante Wasserbauprojekt ausführte. Die Bedenken Huang Wanlis sollten sich als richtig erweisen: Der Stauraum der Sanmenxia-Talsperre ist heute zu einem beträchtlichen Teil mit Sediment gefüllt, weil der Schlamm des Gelben Flusses sich in großen Mengen ablagert. Dies wurde anfangs nicht vorausgesehen und es waren zunächst keine Öffnungen in der Staumauer zur Spülung des Sees vorhanden. 1964 war der Stauraum bereits zu einem großen Teil (rund 60 %) verlandet. Jedes Jahr füllte er sich mit weiteren 10 Milliarden m³. Zeitweise hatte die Talsperre weniger als 10 % des ursprünglichen Speicherraums. Die Sedimente behindern auch die Stromerzeugung der Turbinen in der Wasserkraftanlage, weil sie verstopft werden.
In der zweiten Hälfte der 1950er Jahre griff Huang Wanli in einem von der Qinghua-Universität herausgegebenen Journal in einer Kurzgeschichte Personen an, die nur äußerten, was die Kommunistische Partei zu hören wünschte. Die Personen, auf die er sich dabei bezog, waren nur oberflächlich verschlüsselt. Er verteidigte außerdem den chinesischen Wirtschaftswissenschaftler Ma Yinchu, der wegen seiner Hinweise auf die Folgen eines zu starken chinesischen Bevölkerungswachstums in den 1950er Jahren, als Mao Zedong überzeugt war, dass ein starkes Bevölkerungswachstum notwendig für den chinesischen Entwicklungspfad war, in politische Ungnade gefallen war. Am 8. Juni 1957, kurz vor Beginn der Anti-Rechtskampagne in der Volksrepublik China, erschien in der Renmin Ribao eine vernichtende Kritik an Huang Wanlis Kurzgeschichte, die mit Maos eigenen Worten Shenme Hua? (Übersetzung etwa: Was ist das für ein Unsinn?) überschrieben war. Hauptangriffspunkt war Huang Wanlis Ablehnung des geplanten Dammbaus am Gelben Fluss. Huang Wanli wurde nach dem Erscheinen des Artikels verboten, weiter zu unterrichten. Er wurde zu Arbeitslager verurteilt und dazu gezwungen, am Bau einer Stauanlage mitzuarbeiten. Die Maßnahmen gegen Huang Wanli setzten sich auch während der Kulturrevolution fort, seine Kinder mussten ihn in Selbstkritiktreffen anklagen. Huang Wanli wurde erst nach Mao Zedongs Tod rehabilitiert. Er gehörte auch zu den namhaften chinesischen Kritikern des Drei-Schluchten-Damms und wandte sich gegen dieses Vorhaben in Briefen an Jiang Zemin und US-Präsident Bill Clinton.